# Leonard Rose
Leonard Joseph Rose (ur. 27 lipca 1918 w Waszyngtonie, zm. 16 listopada 1984 White Plains w stanie Nowy Jork) – amerykański wiolonczelista.

## Życiorys
Urodził się w rodzinie emigrantów pochodzących z Kijowa. Lekcje gry na wiolonczeli początkowo pobierał u ojca, następnie u Waltera Grossmana w Miami Conservatory oraz Franka Millera w Nowym Jorku. W latach 1934–1938 był uczniem Felixa Salmonda w Curtis Institute of Music w Filadelfii. Pełnił funkcję pierwszego wiolonczelisty NBC Symphony Orchestra (1938–1939) i Cleveland Orchestra (1939–1943). Od 1943 do 1951 roku był pierwszym wiolonczelistą New York Philharmonic. 
Był wykładowcą Juilliard School of Music (1947–1951 i 1962–1984) oraz Curtis Institute of Music (1951–1962). Do jego uczniów należeli Stephen Kates, Lynn Harrell i Yo-Yo Ma. Jako wiolonczelista występował i nagrywał wraz z m.in. Glennem Gouldem, Garym Graffmanem, Isaaciem Sternem i Eugene Istominem. Był pierwszym wykonawcą Koncertu wiolonczelowego Petera Mennina (1956) i dedykowanego mu A Song of Orpheus Williama Schumana (1962).